# Laothoe cinerea-diluta
Laothoe cinerea-diluta är en fjärilsart som beskrevs av Gillmer 1904. Laothoe cinerea-diluta ingår i släktet Laothoe och familjen svärmare. Inga underarter finns listade i Catalogue of Life.